# بيثيسدا غيم ستوديوز
بيثيسدا غيم ستوديوز (بالإنجليزية: Bethesda Game Studios)‏، هي استوديوهات لإنتاج وتطوير ألعاب الفيديو، أسست عام 2001، وأصدرت عدة ألعاب، ومنها لعبة فول أوت 3، فول أوت 4، وسكايرم.

## وصلات خارجية
- الموقع الرسمي